# Ales
Ales é uma comuna italiana da região da Sardenha, província de Oristano, com cerca de 1628 habitantes. Estende-se por uma área de 21 km², tendo uma densidade populacional de 78 hab/km². Faz fronteira com Albagiara, Curcuris, Gonnosnò, Marrubiu, Morgongiori, Palmas Arborea, Pau, Santa Giusta, Usellus, Villa Verde.
A cidade é conhecida por ser a terra natal do escritor marxista Antonio Gramsci.